# Мурашині леви
Мурашині леви (Myrmeleontidae) — родина комах із ряду сітчатокрилих (Neuroptera). Назву отримали завдяки характерному вигляду й способу життя личинок. Відмінні ознаки родини: голова поставлена вертикально, не має вічка, сяжки до кінця булавоподібно потовщені або з головкою на кінці; черевце довге, вузьке. Личинки з великими, зазубреними на внутрішньому краю, щелепами, забезпеченими каналом (за допомогою яких вони висмоктують видобуток), і з коротким широким черевцем. Личинки ряду видів будують характерні конусоподібні воронки в піщаних ґрунтах, в які ловлять дрібних наґрунтових комах. 
В Україні найчастіше можна зустріти мурашиного лева плямистокрилого, а на півдні і в Криму — Myrmecaelurus trigrammus, дещо рідше — європейського (Euroleon nostras) і звичайного (Myrmeleon formicarius). Також можна зустріти ще кілька видів, зокрема велетенський мурашиний лев західний занесений до ЧКУ.

## Джерело
- Мурашині леви [Архівовано 4 березня 2016 у Wayback Machine.]